# Рагуза (Италија)
Рагуза (итал. Ragusa) град је у јужној Италији. Град је највеће насеље и средиште истоименог округа Рагуза у оквиру италијанске покрајине Сицилија.
Рагуза је позната као најјужније окружно средиште у земљи. Такође, град има богато барокно језгро на литици изнад провалије, па је са још 6 мањих градова у околини под заштитом УНЕСКОа као "7 градова долине Ното".

## Природне одлике
Град Рагуза налази се у крајње јужном делу Италије, на 250 км југоисточно од Палерма, а 20 км од Средоземног мора. Град се сместио на знатној надморској висини од око 400 m унутар Иблејских планина. Град је смештен на заталасаном тлу, које се на месту старог градског језгра урушава у долину, што је доказ да је град настао на стратешки добро постављеном месту.

## Географија
| Клима (Рагуза)             | Клима (Рагуза) | Клима (Рагуза) | Клима (Рагуза) | Клима (Рагуза) | Клима (Рагуза) | Клима (Рагуза) | Клима (Рагуза) | Клима (Рагуза) | Клима (Рагуза) | Клима (Рагуза) | Клима (Рагуза) | Клима (Рагуза) | Клима (Рагуза) |
| Показатељ \ Месец          | .Јан.          | .Феб.          | .Мар.          | .Апр.          | .Мај.          | .Јун.          | .Јул.          | .Авг.          | .Сеп.          | .Окт.          | .Нов.          | .Дец.          | .Год.          |
| -------------------------- | -------------- | -------------- | -------------- | -------------- | -------------- | -------------- | -------------- | -------------- | -------------- | -------------- | -------------- | -------------- | -------------- |
| Средњи максимум, °C (°F)   | 9,1 (48,4)     | 7,7 (45,9)     | 13,4 (56,1)    | 15,0 (59)      | 22,6 (72,7)    | 25,4 (77,7)    | 29,6 (85,3)    | 27,3 (81,1)    | 24,7 (76,5)    | 20,0 (68)      | 15,6 (60,1)    | 11,2 (52,2)    | 29,6 (85,3)    |
| Средњи минимум, °C (°F)    | 3,4 (38,1)     | 2,0 (35,6)     | 5,7 (42,3)     | 7,5 (45,5)     | 12,9 (55,2)    | 16,8 (62,2)    | 19,7 (67,5)    | 17,8 (64)      | 16,6 (61,9)    | 13,8 (56,8)    | 9,2 (48,6)     | 5,3 (41,5)     | 2 (35,6)       |
| Количина падавина, mm (in) | 96,6 (38,03)   | 71,1 (27,99)   | 53,8 (21,18)   | 48,3 (19,02)   | 21,2 (8,35)    | 9,7 (3,82)     | 10,2 (4,02)    | 20,1 (7,91)    | 46,5 (18,31)   | 77,1 (30,35)   | 78,2 (30,79)   | 113,2 (44,57)  | 646 (254,34)   |
| [ тражи се извор ]         |                |                |                |                |                |                |                |                |                |                |                |                |                |

## Становништво
Према резултатима пописа становништва 2011. у општини је живело 69.794 становника.
| 1931.  | 1936.  | 1951.  | 1961.  | 1971.  | 1981.  | 1991.  | 2001.  | 2011.  |
| ------ | ------ | ------ | ------ | ------ | ------ | ------ | ------ | ------ |
| 50.797 | 50.158 | 50.240 | 57.311 | 61.805 | 64.492 | 67.535 | 68.956 | 69.794 |

Рагуза данас има око 73.000 становника, махом Италијана. Пре пола века град је имао свега 40% мање становника него сада. Последњих деценија број становника у граду расте.

## Привреда
Главна грана привреде је индустрија сијалица и туризам, а околина је позната по узгајању маслина.

## Партнерски градови
- Дубровник
- Литл Рок
- Асунсион
- Милано
- Тур
- Mosta
- Радауци

## Галерија
- Рагуза ноћу
- Стари део града
- Катедрала св. Јована
- Црква св. Ђорђа